# Muricellisis
Muricellisis is een geslacht van neteldieren uit de klasse van de Anthozoa (bloemdieren).

## Soorten
- Muricellisis cervicornis Thomson & Dean, 1931
- Muricellisis echinata Kükenthal, 1915